# Gălbinași (Călărași)
Pour les articles homonymes, voir Gălbinași.
Gălbinași est une commune du județ de Călărași en Roumanie.